# Montsec (Meuse)
Montsec é uma comuna francesa na região administrativa de Grande Leste, no departamento de Meuse. Estende-se por uma área de 5,95 km². Em 2010 a comuna tinha 83 habitantes (densidade: 13,9 hab./km²).